# زمان پرو
زمان پرو (PET) زمان رسمی در کشور پرو است. زمان این کشور همیشه ۵ ساعت از ساعت هماهنگ جهانی (UTC − 05: 00) عقب‌تر است. پرو تنها یک منطقه زمانی دارد و از ساعت تابستانی پیروی نمی‌کند. در طول زمستان (تابستان در نیمکره شمالی)، زمان پرو همان منطقه زمانی مرکزی آمریکای شمالی است، در حالی که در طول تابستان (زمستان در نیمکره شمالی) مانند منطقه زمانی شرقی است.